# Mencius
Mencius, eller Meng Zi, Mengzi, Meng Tze, Meng Tzu (kinesiska 孟子, pinyin Mèngzǐ), född cirka 372 f.Kr. i nuvarande Zoucheng, död cirka 289 f.Kr., anses vara en av de stora konfucianska filosoferna. Mencius föddes i staden Zhou, inte så långt ifrån Konfucius hemort, och han var troligen en elev till Konfucius barnbarn Zisi.
Mencius skrev ner sin tankar i ett verk han kort och gott kallade Mencius där han tydligt och med många exempel klarlade sina filosofiska ståndpunkter.  I boken finns det två huvudteman, Mencius syn på hur en stat skall styras och hans syn på den mänskliga naturen. Det sistnämnda var ett tema som Konfucius inte pratade så mycket om och det är det ämne som kan sägas vara Mencius stora bidrag till den konfucianska läran och den kinesiska filosofin. 
Mencius menar att det är härskarens uppgift att se till att folket har det bra och utvecklas både materiellt och andligt. Den som styr landet ska agera så som en landsfader och med sitt eget goda uppförande vara ett föredöme för folket. På så sätt kommer härskaren mycket längre än genom att styra med hot eller våld. Det är först när härskaren själv agerar föredömligt som han kan förvänta sig att ha folket på sin sida. Hur man styr skiljer kungen från despoten. Enligt Mencius är människan i grund och botten god och om härskaren styr på ett föredömligt sätt kommer folket att följa efter. Om en härskare inte följer sin egen goda natur utan uppför sig som en tyrann och missbrukar sina befogenheter, ja då har folket rätt att avsätta sin härskare eller till och med rätt att döda honom. Hans avlägsnande bör i sådant fall verkställas av ättens medlemmar, av någon hög minister i allmänna välfärdens namn eller också av en stor reformator ("himlens tjänare"). En god styrelses plikt är att i första rummet betrygga undersåtarnas fysiska välbefinnande och sedan draga omsorg om deras uppfostran. När var och en är väl född och klädd, när skatterna är ringa och jordbruket jämte handeln på allt sätt främjas (enligt Meng-tse:s anvisningar), då skall alla, som undervisats om sina plikter, bli dygdiga och nöjda.
En människa kan göra onda saker trots att han av naturen är god, men det sker endast om människan inte har fått den rätta vägledningen och utbildningen. En människa har medfödda goda egenskaper som ingen annan art har och i rätt omgivning och med en god utbildning kan alla utvecklas till att bli goda människor.

## Översättningar i urval
- Chan Wing-tsit, red (1963) (på engelska). A Source Book in Chinese Philosophy. Princeton: Princeton University Press. Libris 1089082

- Egerod, Søren, red. Mencius' Samtaler og Sentenser: I dansk Oversættelse med Indledning og Forklaringer ved Søren Egerod. Kjøbenhavn: Nyt Nordisk Forlag Arnold Busck, 1953.

- Henrikson Alf, Hwang Tsu-Yü, red (1952). Kinesiska tänkare. Forumbiblioteket, nr 50. Illustrationer av Birger Lundquist. Stockholm: Forum. Libris 8197969

### Fotnoter
1. ↑  Zhāng 1999, s.v. 子思, s. 56 C
2. 1 2  Meng-tse i Nordisk familjebok (andra upplagan, 1913)